# Jonia

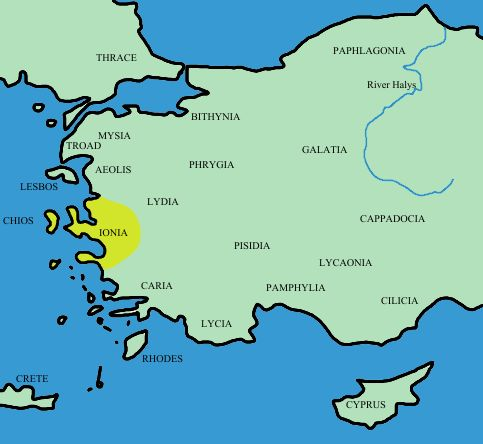
Położenie Jonii

Jonia – kraina w starożytności położona w centralnej części wybrzeża Azji Mniejszej, między rzekami Hermos a Meander. Zasiedlona przez Greków, głównie Jonów  z Attyki i Peloponezu. Od północy graniczyła z Eolią, od wschodu z Lidią, od południa z Karią. Do Jonii zaliczano również przybrzeżne wyspy, z największymi miastami Chios i Samos.
Najważniejsze miasta:  Chios, Efez, Erythraj, Fokaja, Klazomenaj, Kolofon, Lebedos, Milet, Myus, Priene, Samos, Smyrna, Teos. Ok. 700 p.n.e. jońskie polis utworzyły pod przewodnictwem Miletu związek polityczno-religijny pod nazwą Dodekapolis.
Około 560 p.n.e. Jonię podporządkowało sobie państwo lidyjskie, a w 546 p.n.e.,  po pokonaniu Krezusa przez Cyrusa Wielkiego, stała się ona częścią perskiej monarchii Achemenidów. Powstanie miast jońskich  przeciw Persji w 499 p.n.e. dało początek wojnom grecko-perskim.
W VI i V w. p.n.e. w miastach jońskich (w szczególności w Milecie) działało wielu wybitnych filozofów przyrody (Tales z Miletu, Anaksymander, Anaksagoras, Anaksymenes, Heraklit). Określa się ich mianem jońskich filozofów przyrody, i uznaje (obok pitagorejczyków) za protoplastów zachodniej filozofii i nauki.
Od 133 p.n.e. Jonia weszła w skład rzymskiej prowincji Azji.
Grecy zamieszkiwali wybrzeża Jonii i główne jej miasto Smyrnę (dziś Izmir) do roku 1922, gdy na mocy traktatu zawartego między Grecją a Turcją nastąpiła wymiana ludności między tymi krajami. Były to konsekwencje przegranej przez Greków wojny grecko-tureckiej.